# 李鐘浩
李 鐘浩（リ・ジョンホ、이종호、本名同じ、日本名：岩本 鐘浩、1970年9月10日 - ）は、日本の俳優。神奈川県出身。旧芸名：倉田昇一、李じょんほ。元夢工房所属。

## 出演

### 映画
- 三たびの海峡 （1995年）- 青春時代の河時根（ハー・シグン【三國連太郎】） 役
- リング （1998年）- 小宮 役
- 突入せよ! あさま山荘事件 （2002年）
- 宣戦布告 （2002年）
- あばれブン屋
- チキン・ハート
- TWO LOVE〜二つの愛の物語〜君と歩いた道 （2005年）
- サクゴエ （2007年） - 金子 役

### テレビドラマ
- 土曜ドラマ - NHK総合
  - 家族旅行（1995年） - 男子社員 役
- 刑事追う! 第6話「籠城」（1996年5月13日、テレビ東京）
- 火曜サスペンス劇場 - 日本テレビ
  - 幻の女 （2003年2月11日） - 強盗事件の主犯格 相馬健二[1] 役
  - 弁護士・朝日岳之助 6「顔の見えない殺人者〜凶悪少年の無罪を叫ぶセーラー服の依頼人〜」（1995年1月10日）- 新谷孝 役
  - 小京都ミステリー 19「奥信濃殺人事件」（1997年1月7日）- 三国竜一 役
  - 警視庁鑑識班 16「殺された保育士に幼児虐待と不倫の疑惑 葉のDNA鑑定が暴く喪服の母親の悲鳴」（2003年4月15日）- 刑事 大島 役
- はぐれ刑事純情派 （2002年、テレビ朝日） - 蒲田行雄
- 京都地検の女 2 第3話「vs 結婚女詐欺師の女 ! 遺産相続が招いた殺意 !! 」（2005年1月27日）- 中谷の次男 役
- スカイハイ
- ダブルスコア （2002年）
- 月曜ミステリー劇場 第1作「沈黙のアリバイ」 （2002年）- 山梨中央新聞 記者 役
- 水曜ミステリー9 大漁!釣り船弁護士 （2006年7月26日、テレビ東京）- 栗原孝史 役
- 土曜ワイド劇場 森村誠一の終着駅シリーズ 「悪の条件」（2007年9月22日、テレビ朝日）- 龍村 役
- 相棒 Season8 第7話「鶏と牛刀」（2009年12月2日、テレビ朝日）- 暴力団 二見組 構成員･六原修司 役

### ビデオ
- ウルトラセブン 約束の果て （1999年11月5日） - 浦島太郎 役（青年時代）
- 黒革の嬢王〜欲望の仮面〜（2006年） - 脇坂 役（探偵、元 警官）

### CM
- 月桂冠 月

### 舞台
- 地雷を踏んだらサヨウナラ
- 無駄骨